# 拉丹齊
49°38′39″N 24°37′31″E / 49.64417°N 24.62528°E
拉丹齊（烏克蘭語：Ладанці），是烏克蘭西部的村莊，隸屬利維夫州的利維夫區。該村始建於1745年，面積2.88平方公里，海拔高度306米，2001年人口448，人口密度每平方公里155.56人。